# Конвой Трук – Йокосука (27.07.43 – 06.08.43)
Конвой Трук — Йокосука (27.07.43 — 06.08.43) — японський конвой часів Другої світової війни, проведення якого відбувалось у липні — серпні 1943-го.
Вихідним пунктом конвою був атол Трук у центральній частині Каролінських островів, де ще до війни створили потужну базу японського ВМФ, з якої до лютого 1944-го провадились операції в цілому ряді архіпелагів. Пунктом призначення став розташований у Токійській затоці порт Йокосука, що під час війни був обраний як базовий для логістики Труку.
До складу конвою первісно увійшов лише транспорт «Сінсей-Мару» (Shinsei Maru) під охороною есмінця «Інадзума».
Загін полишив базу 27 липня 1943-го. 30 липня з Сайпану (Маріанський архіпелаг) на з'єднання з ним вийшли транспорти «Акібасан-Мару», «Ямасіро-Мару» (Yamashiro Maru) та «Хійосі-Мару» (Hiyoshi Maru) — перші два прибули раніше з Труку у складі іншого коновою, а третє потрапило сюди з Йокосуки разом з конвоєм № 3702B. Враховуючи, що поблизу Маріанських островів традиційно діяли ворожі субмарини, деякий час додаткову охорону забезпечували переобладнаний сітьовий загороджувач «Шуко-Мару» та переобладнаний мисливець за підводними човнами «Кьо-Мару № 8» (Kyo Maru No. 8), що потім повернулись на Сайпан. Під час подальшого переходу до загону приєднався вугільник «Камой-Мару».
У підсумку конвой успішно пройшов своїм маршрутом і 6 серпня без втрат досягнув Йокосуки.